# علي الشيخي
علي محمد الشيخي، لاعب كرة قدم سعودي، يلعب في الوسط يلعب حالياً في نادي نجران.

## مسيرة اللاعب
بدأ في الفئات السنية في النادي الأهلي و صعد للفريق الأول في صيف 2020 و شارك في مباراة الفيصلي في الشوط الثاني. و وقع مع نادي الوحدة في صيف 2021 و لكن لم يلعب معهم بسبب منع الوحدة من تسجيل اللاعبين و وقع مخالصة مالية مع الوحدة في أبريل 2022 و لعب بعدها مع نادي العين ونادي الترجي ونادي نجران.